# Großer Preis von Aserbaidschan 2024
Der Große Preis von Aserbaidschan 2024 (offiziell Formula 1 Qatar Airways Azerbaijan Grand Prix 2024) fand am 15. September auf dem Baku City Circuit in Baku statt und war das 17. Rennen der Formel-1-Weltmeisterschaft 2024.

## Bericht

### Hintergründe
Nach dem Großen Preis von Italien führte Max Verstappen in der Fahrerwertung mit 62 Punkten vor Lando Norris und mit 86 Punkten vor Charles Leclerc. In der Konstrukteurswertung führte Red Bull mit acht Punkten vor McLaren und mit 39 Punkten vor Ferrari.
Beim Großen Preis von Aserbaidschan stellte Pirelli den Fahrern die Reifenmischungen C3 Hard (weiß), C4 Medium (gelb) und C5 Soft (rot) sowie Cinturato Intermediates (grün) und Cinturato Full-Wets (blau) für nasse Bedingungen zur Verfügung.
Esteban Ocon bestritt seinen 150. Grand Prix.
Kevin Magnussen wurde durch das Erreichen von zwölf Strafpunkten für dieses Rennwochenende gesperrt, er war damit der erste Fahrer seit Romain Grosjean im Jahr 2012, der für ein Rennen ausgeschlossen wurde. Oliver Bearman übernahm sein Cockpit, womit er zum zweiten Mal diese Saison nach dem Großen Preis von Saudi-Arabien startete.
Sergio Pérez, Fernando Alonso (jeweils acht), Lance Stroll (fünf), Verstappen, Nico Hülkenberg (jeweils vier), Ocon, Daniel Ricciardo (jeweils drei), George Russell, Valtteri Bottas (jeweils zwei) und Carlos Sainz jr. (einer) gingen mit Strafpunkten ins Rennwochenende.
Mit Pérez (zweimal), Lewis Hamilton, Ricciardo, Verstappen und Bottas (jeweils einmal) traten fünf ehemalige Sieger zu diesem Grand Prix an.
Als Rennkommissare für dieses Rennwochenende fungieren Tim Mayer (USA), Matteo Perini (ITA), Johnny Herbert (GBR) und Danil Solomin (AZE).

### Training
Im ersten freien Training fuhr Verstappen mit 1:45,546 Minuten die Bestzeit vor Hamilton und Pérez.
Im zweiten freien Training war Leclerc mit einer Zeit von 1:43,484 Minuten Schnellster vor Pérez und Hamilton.
Im dritten freien Training setzte Russell mit 1:42,514 Minuten die schnellste Zeit vor Leclerc und Norris.

### Qualifying
Das Qualifying bestand aus drei Teilen mit einer Nettolaufzeit von 45 Minuten. Im ersten Qualifying-Segment (Q1) hatten die Fahrer 18 Minuten Zeit, um sich für das Rennen zu qualifizieren. Alle Fahrer, die im ersten Abschnitt eine Zeit erzielten, die maximal 107 Prozent der schnellsten Rundenzeit betrug, qualifizierten sich für das Rennen. Die besten 15 Fahrer erreichten den nächsten Qualifikationsabschnitt. Leclerc war Schnellster. Ocon, Norris, Ricciardo sowie beide Kick Sauber-Piloten schieden aus.
Der zweite Abschnitt (Q2) dauerte 15 Minuten. Die schnellsten zehn Piloten qualifizierten sich für den dritten Teil des Qualifyings. Verstappen war Schnellster. Yuki Tsunoda, Stroll, Pierre Gasly sowie beide Haas-Piloten schieden aus. Franco Colapinto wurde damit zum ersten Argentinier seit Carlos Reutemann beim Großen Preis von Brasilien 1982, der sich innerhalb der Top 10 qualifizieren konnte.
Der letzte Abschnitt (Q3) ging über eine Zeit von zwölf Minuten, in denen die ersten zehn Startpositionen vergeben wurden. Leclerc erzielte mit einer Rundenzeit von 1:41,365 Minuten die Bestzeit vor Oscar Piastri und Sainz jr. Es war Leclercs 26. Pole-Position sowie seine vierte hintereinander in Aserbaidschan. Alexander Albon wurde zum ersten Mal seit dem Großen Preis von Großbritannien 2022 von einem Teamkollegen im Qualifying geschlagen, zudem konnte Pérez zum ersten Mal seit dem Großen Preis von Miami 2023 seinen Teamkollegen Verstappen im Qualifying schlagen.
Zhou erhielt eine Startplatzstrafe, wegen der Nutzung zusätzlicher Antriebselemente wurde er ans Ende des Feldes versetzt. Außerdem wurde Gasly, der sich ursprünglich auf dem 13. Platz qualifizierte, wegen Unregelmäßigkeiten am Treibstoffsystem seines Wagens vom Qualifying disqualifiziert. Ihm wurde aber erlaubt, das Rennen vom Ende des Feldes zu starten. Sowohl Hamilton als auch Ocon starteten zusätzlich nach Arbeiten an ihren Wägen unter Parc fermé aus der Boxengasse.

### Rennen
Piastri gewann das Rennen vor Leclerc und Russell. Es war Piastris zweiter Sieg in der Formel-1-Weltmeisterschaft sowie der vierte Sieg in Aserbaidschan in Folge, der nicht von der Pole-Position errungen wurde. Außerdem teilten sich bei diesen Grand Prix zum ersten Mal die drei Fahrer, die alle sowohl die Formel 3 als auch die Formel 2 in ihrer jeweils ersten Saison gewonnen haben, das Podium. Die restlichen Punkteplatzierungen belegten Norris, Verstappen, Alonso, Albon, Colapinto, Hamilton und Bearman. Colapinto wurde damit der erste Argentinier seit Carlos Reutemann beim Großen Preis von Südafrika 1982, der Punkte erzielte, Bearman wurde zudem zum ersten Fahrer überhaupt, der in seinen ersten beiden Formel-1-Rennen für zwei verschiedene Teams Punkte erzielte. Norris fuhr die schnellste Rennrunde und erhielt dafür einen weiteren Punkt.
In der Fahrerwertung verkürzten Norris und Leclerc weiter den Rückstand auf den führenden Verstappen. In der Konstrukteursmeisterschaft übernahm McLaren zum ersten Mal seit dem Großen Preis von Australien 2014 die Führung vor Red Bull, Dritter blieb Ferrari. Damit führt zum ersten Mal seit dem Großen Preis von Miami 2022 ein anderes Team als Red Bull die Konstrukteurswertung an.

## Meldeliste
| Team                          | Nr. | Fahrer           | Chassis                           | Motor      | Reifen |
| ----------------------------- | --- | ---------------- | --------------------------------- | ---------- | ------ |
| Oracle Red Bull Racing        | 01  | Max Verstappen   | Red Bull Racing RB20              | Honda RBPT | P      |
| Oracle Red Bull Racing        | 11  | Sergio Pérez     | Red Bull Racing RB20              | Honda RBPT | P      |
| Mercedes-AMG Petronas F1 Team | 63  | George Russell   | Mercedes-AMG F1 W15 E Performance | Mercedes   | P      |
| Mercedes-AMG Petronas F1 Team | 44  | Lewis Hamilton   | Mercedes-AMG F1 W15 E Performance | Mercedes   | P      |
| Scuderia Ferrari              | 16  | Charles Leclerc  | Ferrari SF-24                     | Ferrari    | P      |
| Scuderia Ferrari              | 55  | Carlos Sainz jr. | Ferrari SF-24                     | Ferrari    | P      |
| McLaren F1 Team               | 81  | Oscar Piastri    | McLaren MCL38                     | Mercedes   | P      |
| McLaren F1 Team               | 04  | Lando Norris     | McLaren MCL38                     | Mercedes   | P      |
| Aston Martin Aramco F1 Team   | 18  | Lance Stroll     | Aston Martin AMR24                | Mercedes   | P      |
| Aston Martin Aramco F1 Team   | 14  | Fernando Alonso  | Aston Martin AMR24                | Mercedes   | P      |
| BWT Alpine F1 Team            | 31  | Esteban Ocon     | Alpine A524                       | Renault    | P      |
| BWT Alpine F1 Team            | 10  | Pierre Gasly     | Alpine A524                       | Renault    | P      |
| Williams Racing               | 23  | Alexander Albon  | Williams FW46                     | Mercedes   | P      |
| Williams Racing               | 43  | Franco Colapinto | Williams FW46                     | Mercedes   | P      |
| Visa Cash App RB F1 Team      | 03  | Daniel Ricciardo | RB VCARB 01                       | Honda RBPT | P      |
| Visa Cash App RB F1 Team      | 22  | Yuki Tsunoda     | RB VCARB 01                       | Honda RBPT | P      |
| Stake F1 Team Kick Sauber     | 77  | Valtteri Bottas  | KICK Sauber C44                   | Ferrari    | P      |
| Stake F1 Team Kick Sauber     | 24  | Zhou Guanyu      | KICK Sauber C44                   | Ferrari    | P      |
| MoneyGram Haas F1 Team        | 50  | Oliver Bearman   | Haas VF-24                        | Ferrari    | P      |
| MoneyGram Haas F1 Team        | 27  | Nico Hülkenberg  | Haas VF-24                        | Ferrari    | P      |

## Klassifikationen

### Qualifying
| Pos.                                                                      | Fahrer           | Konstrukteur                 | Q1       | Q2       | Q3       | Start |
| ------------------------------------------------------------------------- | ---------------- | ---------------------------- | -------- | -------- | -------- | ----- |
| 01                                                                        | Charles Leclerc  | Ferrari                      | 1:42,775 | 1:42,056 | 1:41,365 | 01    |
| 02                                                                        | Oscar Piastri    | McLaren-Mercedes             | 1:43,033 | 1:42,598 | 1:41,686 | 02    |
| 03                                                                        | Carlos Sainz jr. | Ferrari                      | 1:43,357 | 1:42,503 | 1:41,805 | 03    |
| 04                                                                        | Sergio Pérez     | Red Bull Racing-Honda RBPT   | 1:43,213 | 1:42,263 | 1:41,813 | 04    |
| 05                                                                        | George Russell   | Mercedes                     | 1:43,139 | 1:42,329 | 1:41,874 | 05    |
| 06                                                                        | Max Verstappen   | Red Bull Racing-Honda RBPT   | 1:43,097 | 1:42,042 | 1:42,023 | 06    |
| 07                                                                        | Lewis Hamilton   | Mercedes                     | 1:43,089 | 1:42,765 | 1:42,289 | Box   |
| 08                                                                        | Fernando Alonso  | Aston Martin Aramco-Mercedes | 1:43,472 | 1:42,426 | 1:43,369 | 07    |
| 09                                                                        | Franco Colapinto | Williams-Mercedes            | 1:43,138 | 1:42,473 | 1:42,530 | 08    |
| 10                                                                        | Alexander Albon  | Williams-Mercedes            | 1:42,899 | 1:42,840 | 1:42,859 | 09    |
| 11                                                                        | Oliver Bearman   | Haas-Ferrari                 | 1:43,471 | 1:42,968 | –        | 10    |
| 12                                                                        | Yuki Tsunoda     | RB-Honda RBPT                | 1:43,337 | 1:43,035 | –        | 11    |
| 13                                                                        | Nico Hülkenberg  | Haas-Ferrari                 | 1:43,101 | 1:43,191 | –        | 12    |
| 14                                                                        | Lance Stroll     | Aston Martin Aramco-Mercedes | 1:43,370 | 1:43,404 | –        | 13    |
| 15                                                                        | Daniel Ricciardo | RB-Honda RBPT                | 1:43,547 | –        | –        | 14    |
| 16                                                                        | Lando Norris     | McLaren-Mercedes             | 1:43,609 | –        | –        | 15    |
| 17                                                                        | Valtteri Bottas  | Kick Sauber-Ferrari          | 1:43,618 | –        | –        | 16    |
| 18                                                                        | Zhou Guanyu      | Kick Sauber-Ferrari          | 1:44,246 | –        | –        | 17    |
| 19                                                                        | Esteban Ocon     | Alpine-Renault               | 1:44,504 | –        | –        | Box   |
| 107-Prozent-Zeit: 1:49,969 min (bezogen auf Q1-Bestzeit von 1:42,775 min) |                  |                              |          |          |          |       |
| DSQ                                                                       | Pierre Gasly     | Alpine-Renault               | 1:43,088 | 1:43,179 | –        | 18    |

Anmerkungen
1. ↑  Hamilton musste aus der Boxengasse starten, da an seinem Wagen Teile getauscht wurden, als er unter Parc-fermé-Bedingungen stand.
2. ↑  Zhou wurde aufgrund der Nutzung zusätzlicher Antriebselemente ans Ende des Feldes versetzt.
3. ↑  Ocon musste aus der Boxengasse starten, da an seinem Wagen Teile getauscht wurden, als er unter Parc-fermé-Bedingungen stand.
4. ↑  Gasly wurde wegen Unregelmäßigkeiten am Treibstoffsystem seines Wagens vom Qualifying disqualifiziert. Ihm wurde aber erlaubt, vom Ende des Feldes zu starten.

### Rennen
| Pos.                                                             | Fahrer           | Konstrukteur                 | Runden | Stopps | Zeit        | Start | Schnellste Rennrunde |
| ---------------------------------------------------------------- | ---------------- | ---------------------------- | ------ | ------ | ----------- | ----- | -------------------- |
| 01                                                               | Oscar Piastri    | McLaren-Mercedes             | 51     | 1      | 1:32:58,007 | 02    | 1:47,060 (47.)       |
| 02                                                               | Charles Leclerc  | Ferrari                      | 51     | 1      | + 10,910    | 01    | 1:47,067 (44.)       |
| 03                                                               | George Russell   | Mercedes                     | 51     | 1      | + 31,328    | 05    | 1:46,628 (45.)       |
| 04                                                               | Lando Norris     | McLaren-Mercedes             | 51     | 1      | + 36,143    | 15    | 1:45,255 (42.)       |
| 05                                                               | Max Verstappen   | Red Bull Racing-Honda RBPT   | 51     | 1      | + 1:17,098  | 06    | 1:46,798 (42.)       |
| 06                                                               | Fernando Alonso  | Aston Martin Aramco-Mercedes | 51     | 1      | + 1:25,468  | 07    | 1:47,057 (48.)       |
| 07                                                               | Alexander Albon  | Williams-Mercedes            | 51     | 1      | + 1:27,396  | 09    | 1:46,947 (43.)       |
| 08                                                               | Franco Colapinto | Williams-Mercedes            | 51     | 1      | + 1:29,541  | 08    | 1:47,274 (44.)       |
| 09                                                               | Lewis Hamilton   | Mercedes                     | 51     | 1      | + 1:32,401  | Box   | 1:47,236 (48.)       |
| 10                                                               | Oliver Bearman   | Haas-Ferrari                 | 51     | 1      | + 1:33,127  | 10    | 1:47.048 (47.)       |
| 11                                                               | Nico Hülkenberg  | Haas-Ferrari                 | 51     | 1      | + 1:33,465  | 12    | 1:47,691 (42.)       |
| 12                                                               | Pierre Gasly     | Alpine-Renault               | 51     | 1      | + 1:47,189  | 18    | 1:48,018 (47.)       |
| 13                                                               | Daniel Ricciardo | RB-Honda RBPT                | 51     | 1      | + 2:26,907  | 14    | 1:48,380 (39.)       |
| 14                                                               | Zhou Guanyu      | Kick Sauber-Ferrari          | 51     | 1      | + 2:28,841  | 17    | 1:47,644 (43.)       |
| 15                                                               | Esteban Ocon     | Alpine-Renault               | 50     | 1      | + 1 Runde   | Box   | 1:48,831 (35.)       |
| 16                                                               | Valtteri Bottas  | Kick Sauber-Ferrari          | 50     | 1      | + 1 Runde   | 16    | 1:48,418 (41.)       |
| 17                                                               | Sergio Pérez     | Red Bull Racing-Honda RBPT   | 49     | 1      | DNF         | 04    | 1:47,013 (46.)       |
| 18                                                               | Carlos Sainz jr. | Ferrari                      | 49     | 1      | DNF         | 03    | 1:46,866 (46.)       |
| 19                                                               | Lance Stroll     | Aston Martin Aramco-Mercedes | 45     | 3      | DNF         | 13    | 1:48,148 (31.)       |
| –                                                                | Yuki Tsunoda     | RB-Honda RBPT                | 14     | 2      | DNF         | 11    | 1:50,887 (08.)       |
| Fahrer des Tages: Oscar Piastri (29,6 % der abgegebenen Stimmen) |                  |                              |        |        |             |       |                      |

## WM-Stände nach dem Rennen
Die ersten zehn des Rennens bekamen 25, 18, 15, 12, 10, 8, 6, 4, 2 bzw. 1 Punkt(e). Zusätzlich wurde ein Punkt für die schnellste Rennrunde vergeben, da der betreffende Fahrer unter den ersten Zehn ins Ziel kam.

### Fahrerwertung
| Pos. | Fahrer           | Konstrukteur                 | Punkte |
| ---- | ---------------- | ---------------------------- | ------ |
| 01   | Max Verstappen   | Red Bull Racing-Honda RBPT   | 313    |
| 02   | Lando Norris     | McLaren-Mercedes             | 254    |
| 03   | Charles Leclerc  | Ferrari                      | 235    |
| 04   | Oscar Piastri    | McLaren-Mercedes             | 222    |
| 05   | Carlos Sainz jr. | Ferrari                      | 184    |
| 06   | Lewis Hamilton   | Mercedes                     | 166    |
| 07   | George Russell   | Mercedes                     | 143    |
| 08   | Sergio Pérez     | Red Bull Racing-Honda RBPT   | 143    |
| 09   | Fernando Alonso  | Aston Martin Aramco-Mercedes | 58     |
| 10   | Lance Stroll     | Aston Martin Aramco-Mercedes | 24     |
| 11   | Nico Hülkenberg  | Haas-Ferrari                 | 22     |

| Pos. | Fahrer           | Konstrukteur           | Punkte |
| ---- | ---------------- | ---------------------- | ------ |
| 12   | Yuki Tsunoda     | RB-Honda RBPT          | 22     |
| 13   | Alexander Albon  | Williams-Mercedes      | 12     |
| 14   | Daniel Ricciardo | RB-Honda RBPT          | 12     |
| 15   | Pierre Gasly     | Alpine-Renault         | 8      |
| 16   | Oliver Bearman   | Ferrari / Haas-Ferrari | 7      |
| 17   | Kevin Magnussen  | Haas-Ferrari           | 6      |
| 18   | Esteban Ocon     | Alpine-Renault         | 5      |
| 19   | Franco Colapinto | Williams-Mercedes      | 4      |
| 20   | Zhou Guanyu      | Kick Sauber-Ferrari    | 0      |
| 21   | Logan Sargeant   | Williams-Mercedes      | 0      |
| 22   | Valtteri Bottas  | Kick Sauber-Ferrari    | 0      |

### Konstrukteurswertung
| Pos. | Konstrukteur                 | Punkte |
| ---- | ---------------------------- | ------ |
| 01   | McLaren-Mercedes             | 476    |
| 02   | Red Bull Racing-Honda RBPT   | 456    |
| 03   | Ferrari                      | 425    |
| 04   | Mercedes                     | 309    |
| 05   | Aston Martin Aramco-Mercedes | 82     |

| Pos. | Konstrukteur        | Punkte |
| ---- | ------------------- | ------ |
| 06   | RB-Honda RBPT       | 34     |
| 07   | Haas-Ferrari        | 29     |
| 08   | Williams-Mercedes   | 16     |
| 09   | Alpine-Renault      | 13     |
| 10   | Kick Sauber-Ferrari | 0      |